# Kostel svatého Jana Nepomuckého (Velký Valtinov)
Kostel svatého Jana Nepomuckého ve Velkém Valtinově je barokní stavba z doby kolem roku 1729 na křižovatce na návsi uprostřed obce Velký Valtinov. Kostel je chráněn jako kulturní památka.

## Dějiny

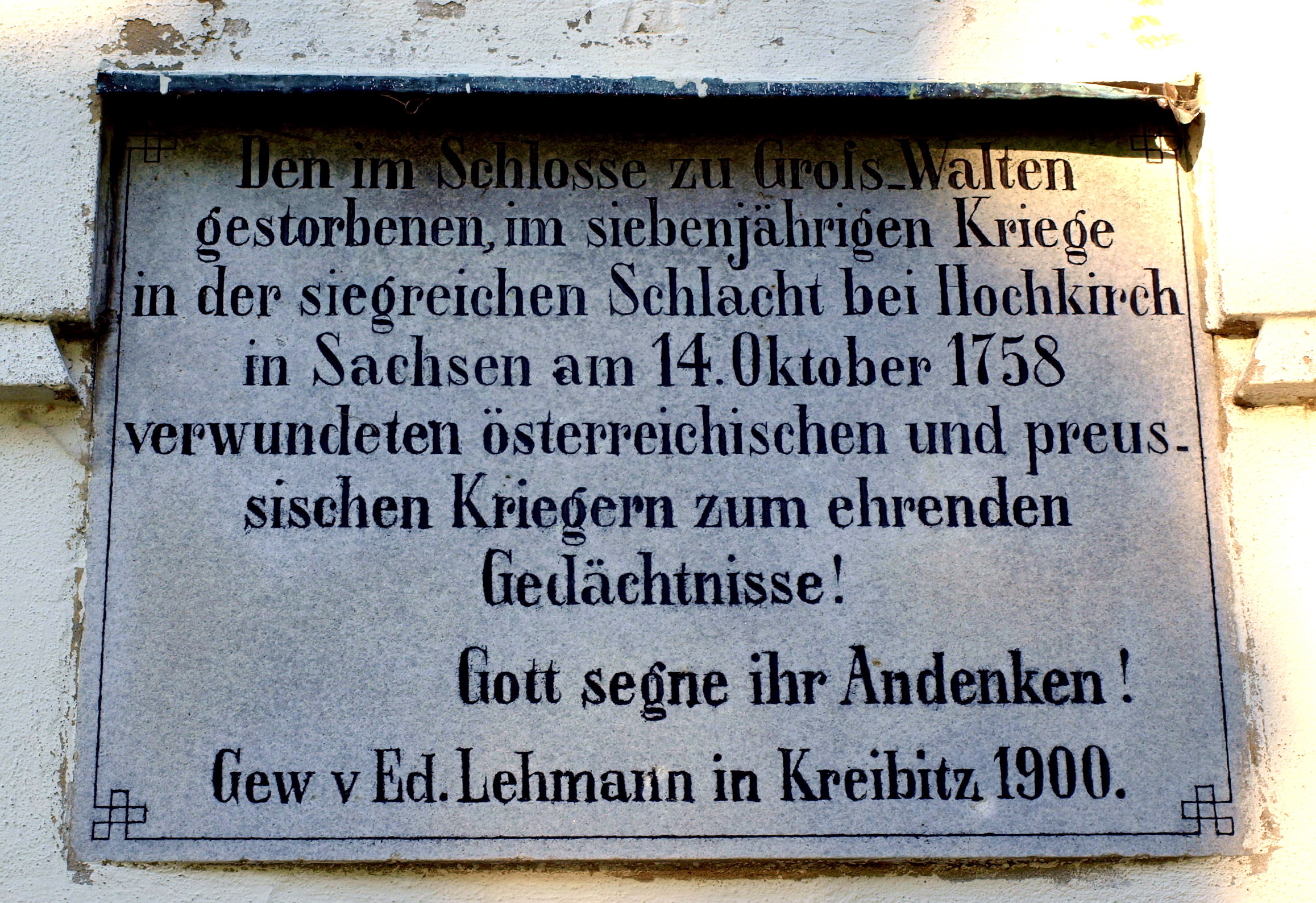
Pamětní deska vojákům, kteří se zúčastnili bitvy u saského Hochkirchu

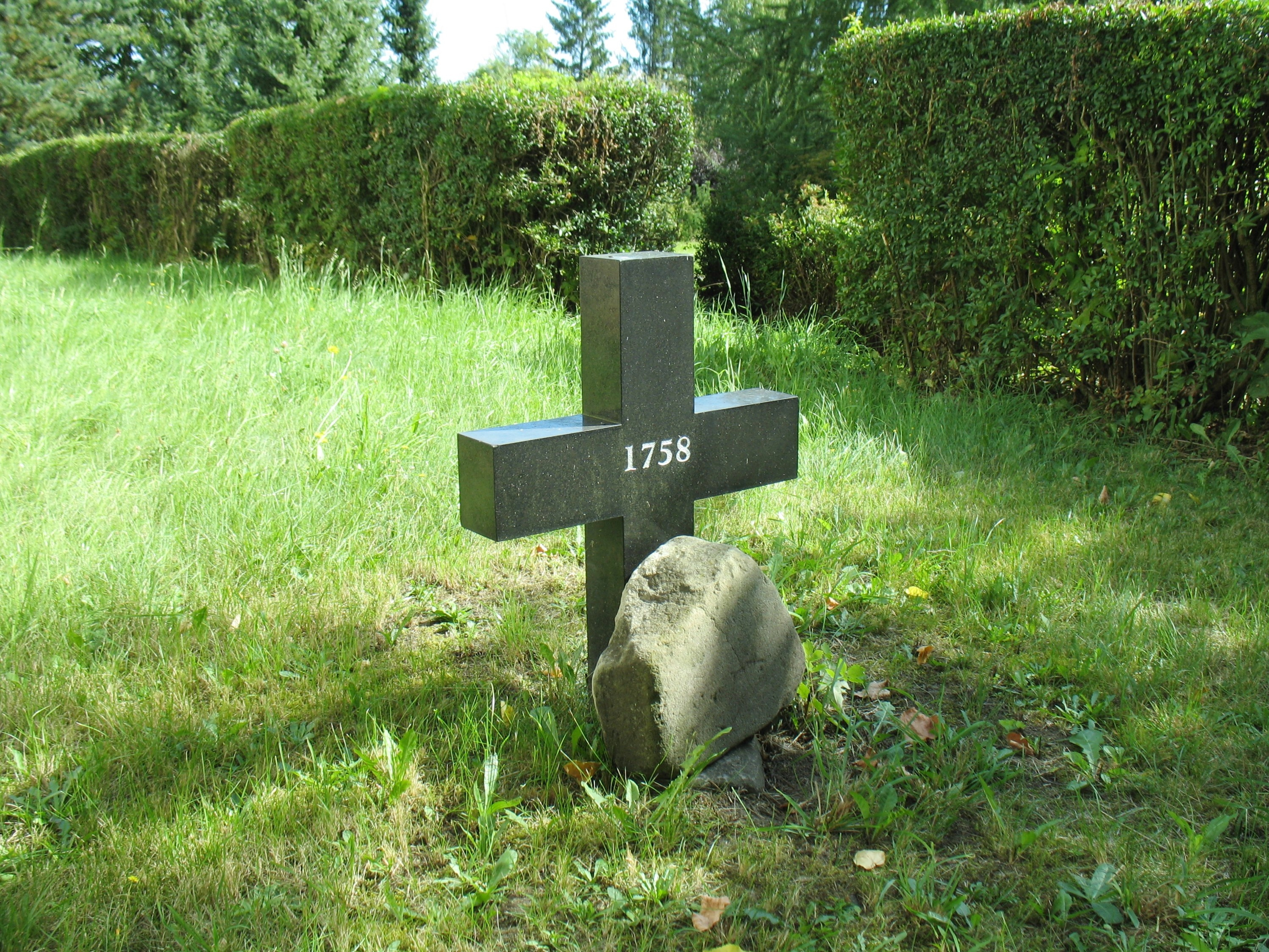
Kříž na místě hromadného hrobu vojáků, kteří padli v Sedmileté válce

Kostel svatého Jana Nepomuckého se nachází v někdejší části obce, zvané Horní Valtinov. Tu v roce 1718 koupili Pachtové z Rájova, čímž se Horní a Dolní Valtinov sjednotily v jedinou obec.

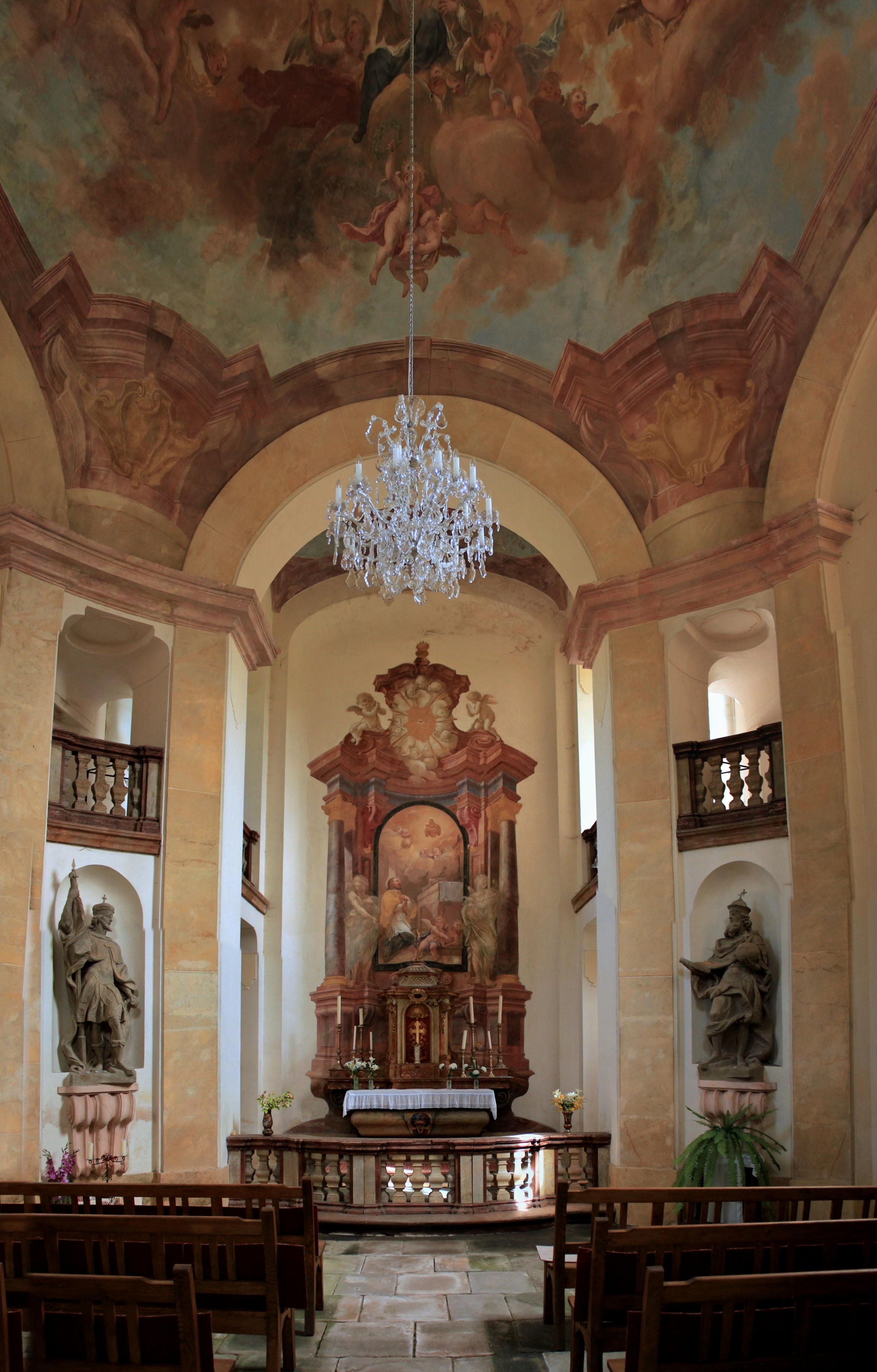
Interiér kostela ve Velkém Valtinově

Jan Jáchym Pachta z Rájova přestavěl v roce 1728 zámek v Dolním Valtinově do barokní podoby a nedaleko něj o rok později dal postavit kostel sv. Jana Nepomuckého, původně jako velkou kapli na někdejším hřbitově.
Některé zdroje uvádějí, že malba iluzivního oltáře a fresky Oslavení sv. Jana Nepomuckého a sv. Václava byly objeveny při rekonstrukci v roce 1997, ve skutečnosti o malbách píše už soupis památek z roku 1982.

Na prostranství v sousedství kostela stojí řada čtyř (původně pěti) soch světců (zleva svatý Prokop, svatý Jan Nepomucký, Panna Marie, svatý Vojtěch), Kalvárie a památník obětem obou světových válek. Masový hrob vojáků z bitvy u Hochkirchu z roku 1758, kteří skončili svůj život na valtinovském panství, připomíná pamětní deska na zdi u vstupu do kostela s tímto nápisem:
| „ | Den im Schlosse zu Gross-Walten gestorbenen, im seibenjährigen Kriege in dem siegreichen Schlacht bei Hochkirch in Sachsen am 14. Oktober 1758 verwundeten österreichischen und preussischen Kriegern zum ehrenden Gedächtnisse! Gott segne ihr Andenken! (Gew. v. Ed. Lehmann in Kreibitz 1900) Zemřelým v zámku ve Velkém Valtinově, zraněným v sedmileté válce ve vítězné bitvě u Hochkirchu v Sasku 14. října 1758 raněným rakouským i pruským vojákům k uctění vzpomínky! Bůh žehnej jejich památce! (Věnováno Ed. Lehmannem v Chřibské) | “ |

## Architektura

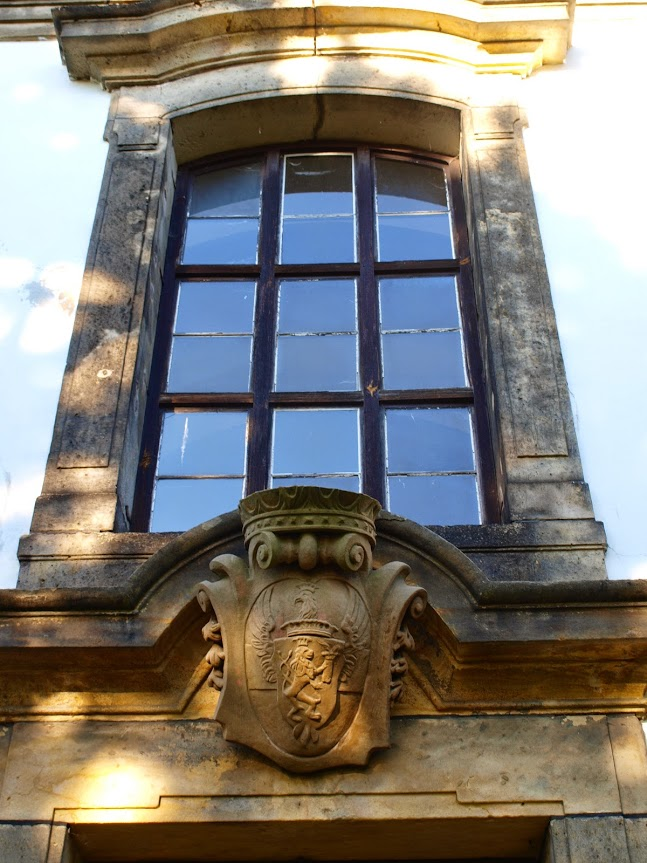
Erb Pachtů z Rájova na valtinovském kostele

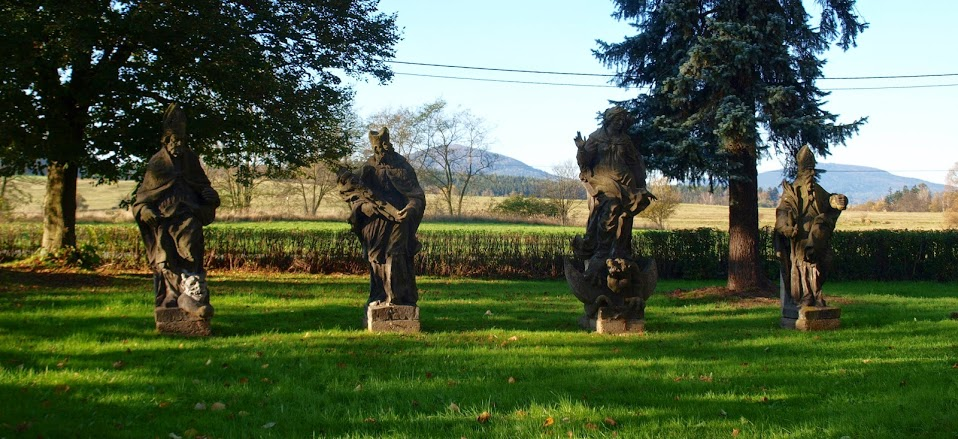
Sochy na prostranství u kostela

Kostel je vystavěn v barokním slohu na osmibokém půdorysu. Hlavním stavebním materiálem je pískovec, z něhož jsou vytvořena okna a portál s erbem Pachtů z Rájova.
Uvnitř čtvercového prostoru kostela jsou dvě kaple, střední část s nikami, v nichž jsou umístěny sochy čtyř českých patronů, spočívá na pilířích. Výjevy nástropní malby v lodi zobrazují oslavení svatého Jana Nepomuckého a na malbách v presbytáři jsou andělé. Autorství maleb bývá mylně připisováno Janu Kryštofu Liškovi, jejich skutečný autor však není znám.
Na bočním oltáři je obraz z roku 1736 "Zavraždění svatého Václava" a na druhém je "Svatý Šebestián", italská barokní malba ze 17. století. 